# Pere Cobos i Roa
Pere Cobos i Roa (Torquemada (Palència), 22 de maig de 1858 - Tarragona, 6 d'abril de 1914) fou un polític i industrial català d'origen castellà. Posseïa una fàbrica d'electricitat a Jaén, anomenada Cobo y Cia, i milità en el republicanisme de Nicolás Salmerón. Posteriorment es va establir a Tarragona, on fou líder de la Unió Republicana. El 1909 fou escollit conseller a l'ajuntament de Tarragona i fou alcalde des del 13 d'abril de 1910 fins a l'1 de gener de 1912.
Durant el seu mandat s'inicia la construcció de l'edifici del Mercat Central (1911) i se celebren les festes del Centenari del setge de 1811 i comença l'enderrocament simbòlic del Penal del Miracle. A la mort del senador republicà Agustí Sardà i Llaveria el 1913 fou elegit per a ocupar el seu escó, però va morir sense arribar a ocupar el càrrec.